# Wyjazd
Wyjazd – wieś w Polsce, w województwie mazowieckim, w powiecie sochaczewskim, w gminie Sochaczew. Ma status sołectwa.
Do 2023 miejscowość była częścią wsi Janaszówek.
W latach 1975–1998 Wyjazd położony był w województwie skierniewickim.